# Johann Nikolaus von Nebel
Johann Nikolaus von Nebel también conocido como Johann Nicolaus Nebel o bien en español como Juan Nicolás de Nebel o simplemente Nicolás Nebel (Coblenza, Electorado de Tréveris, 6 de diciembre de 1752 - Coblenza, Reino de Prusia, 4 de noviembre de 1828) era un librepensador republicano y rico empresario germánico que al ser anexionada Coblenza al Primer Imperio francés sería nombrado por el emperador Napoleón Bonaparte como alcalde de dicha ciudad desde 1804 hasta 1808.
Su primogénito Bernhard von Nebel y su descendencia lo conectarían con Latinoamérica para expandir su empresa peletera, consiguiendo de esta manera excelentes materias primas desde 1812, y para difundir sus ideas políticas liberales, de igualdad y fraternidad entre los pueblos. Su hijo menor Francisco Diego y el nieto Hermann Nebel que permanecerían en Europa fueron unos famosos arquitectos alemanes innovadores en la construcción civil.
Era el abuelo de los hermanos alemanes radicados en Hispanoamérica: Carlos Nebel quien fuera ingeniero, arquitecto y un famoso dibujante costumbrista en México, y los dos empresarios y hacendados del Cono Sur, Francisco Alejandro y Fernando Ernesto Nebel que fundarían varios establecimientos ganaderos, en la entonces rioplatense Provincia Oriental —actual República Oriental del Uruguay— y en la provincia argentina de Entre Ríos, y diversas casas de comercio en la región chilena de Valparaíso.

Además, era bisabuelo del sargento mayor chileno Alberto Nebel Ovalle, un militar que participó en la Guerra del Pacífico, y del empresario argentino-uruguayo Eduardo Nebel Nin.   

## Biografía hasta la ocupación francesa

El Sacro Imperio Romano Germánico, en 1648, con el Arzobispado de Tréveris.

### Origen familiar y primeros años
Johann Nikolaus von Nebel había nacido el 6 de diciembre de 1752 en la ciudad de Coblenza, perteneciente al Arzobispado de Tréveris que como principado electoral formaba parte del Sacro Imperio Romano Germánico, siendo hijo del rico comerciante Bernhard von Nebel (n. Tréveris, ca. 1722).
Además era pariente del conde Anton Franz von Nebel —o bien Antonio Francisco de Nebel— que testó en 1788, y además era un descendiente de los antiquísimos nobles Von Nebel.

### Anexión de Tréveris a Francia
Bajo el gobierno del último príncipe elector de Tréveris, el arzobispo Clemens Wenzeslaus von Sachsen —castellanizado como Clemente Venceslao de Sajonia— la ciudad de Coblenza se convirtió en punto de reunión de los nobles exiliados franceses y en un importante foco de  contrarrevolucionarios que se llamó Ejército de los emigrados.
En 1794, durante la Primera Guerra de Coalición, el Ejército revolucionario francés ocupó la mayor parte del principado eclesiástico cuyos territorios situados en la margen izquierda del Rin fueron anexionados en 1801 a Francia.

Los departamentos de la Primera República Francesa en 1801, durante el gobierno del Cosulado francés de Napoleón Bonaparte, con territorios occidentales del Rin anexados.

Los nuevos territorios franceses fueron divididos entre los recién creados departamentos de Rin y Mosela, con capital en Coblenza, y de Sarre, con capital en Tréveris. Los territorios ubicados en la orilla derecha del mismo río fueron entregados por Francia al condado de Nassau-Weilburg que era su aliado.

## Alcalde de Coblenza y sucesores

### Predecesores en la alcaldía
Había sido Johann Joseph Rosenbaum el primer alcalde del período francés desde 1795, ya que había asumido en la etapa anterior, el 10 de junio de 1794, hasta que dejara el puesto el 25 de septiembre de 1797.
Luego de tres sucesivos alcaldes que habían ocupado el puesto brevemente hasta el 9 de abril de 1798, siguió otro corto mandato de Franz Joseph Schmitz (Werden, 27 de enero de 1752-Ruhr, 14 de marzo de 1809) que sería remplazado por Peter Franz Elz el 24 de mayo del mismo año pero al retrasarse su asunción —por lo que ocuparían su puesto de manera interina otros alcaldes— habría asumido recién el 2 de enero de 1801.

### Nombramiento por el emperador francés
Johann Nikolaus Nebel, que era un rico comerciante republicano, fue nombrado por el emperador Napoleón Bonaparte como alcalde de Coblenza, desde el 11 de noviembre de 1804, en reemplazo del ya citado Elz, cargo que ocuparía hasta el 22 de mayo de 1808.

### Obras más destacadas de la gestión

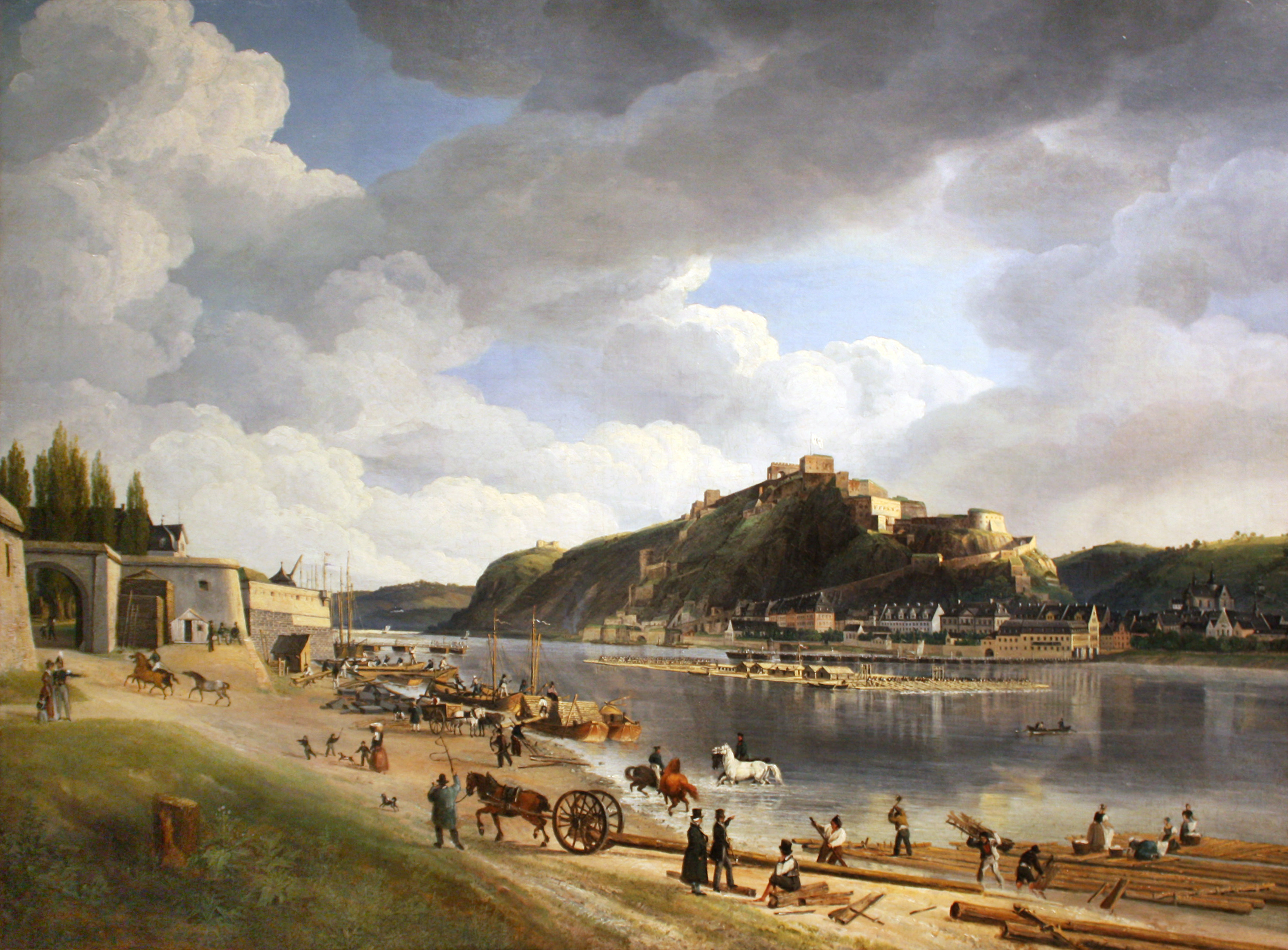
Vista parcial de la ciudad de Coblenza y el cruce del río en balsa (por Johann Adolf Lasinsky, año 1828).

Durante la gestión de Nebel, este apoyó la creación del Instituto de Música y de la compañía de casinos, y mejoró en el año 1805 el abastecimiento de agua de la ciudad. También logró incrementar la población urbana, ya que en 1800 había unos 7.992 habitantes y se computarían 11.793 en el año 1812.
Con algunos franceses, nueve hermanos masones alemanes de diversas logias de Colonia, Bonn, Ámsterdam y otras ciudades más, Nicolás Nebel fue uno de los fundadores a principios de 1808 de la logia «L'Union Désirée» —cuya traducción es: «La Unión Deseada»— del Gran Oriente de Francia, que llegó a contar con 54 miembros.

### Sucesores bajo la soberanía francesa
El ya citado 22 de mayo del mismo año, Nebel fue sucedido en la alcaldía de la ciudad de Coblenza por Johann Dominikus Gayer (n. ib., 3 de agosto de 1771). Bajo esta alcaldía la logia que Juan Nicolás Nebel contribuyó a fundar y de la cual seguía formando parte, fue definitivamente instaurada el 5 de febrero de 1810. Se unió a la misma el famoso pianista alemán Joseph Adreas Anschütz (Coblenza, 1772-ib., 1855).
En el cargo de alcalde de Coblenza, Gayer fue suplantado por Johann Joseph Mazza en septiembre de 1811 hasta que fuera sucedido por Emmerich Joseph von Elz-Rübenach (n. ib., 31 de agosto de 1768), desde el 27 de junio de 1812 hasta mayo de 1813. En esta última fecha volvió a asumir Mazza y continuaría bajo la soberanía prusiana.

### Ocupación prusiana de la Renania

La Confederación Germánica, en 1815, y el Reino de Prusia con la Renania.

Después de la ocupación por parte del Reino de Prusia el 23 de abril de 1814 y de los turbulentos años de las Guerras Napoleónicas, el Congreso de Viena no restituyó el principado eclesiástico sino que entregó la mayor parte de su territorio al soberano prusiano, por lo que pasó a formar parte del Gran Ducado del Bajo Rin con capital en Coblenza.
Fue nombrado nuevamente Johann Joseph Mazza pero esta vez como el primer alcalde prusiano de Coblenza, el 5 de abril de 1815, y su sucesor en el puesto fue Abundius Maehler desde el 26 de marzo de 1818.
La logia fundada por Nebel y otros bajo el régimen francés cambió de nombre el 17 de julio de 1817, bajo el reinado de Federico Guillermo III de Prusia, pasando a ser la logia Friedrich zur Vaterlandsliebe n.º 278, traducido como «Federico para el Patriotismo». El 22 de junio de 1822 el soberano prusiano dio la orden de unir el antedicho gran ducado con la provincia de Jülich-Cléveris-Berg que tenía su capital en Colonia, para conformar a la provincia de Renania con sede en Coblenza.

### Fallecimiento
El rico empresario Johann Nikolaus von Nebel o bien Juan Nicolás Nebel fallecería en la ciudad de Coblenza, perteneciente al entonces Reino de Prusia, el 4 de noviembre de 1828.

## Matrimonio y descendencia

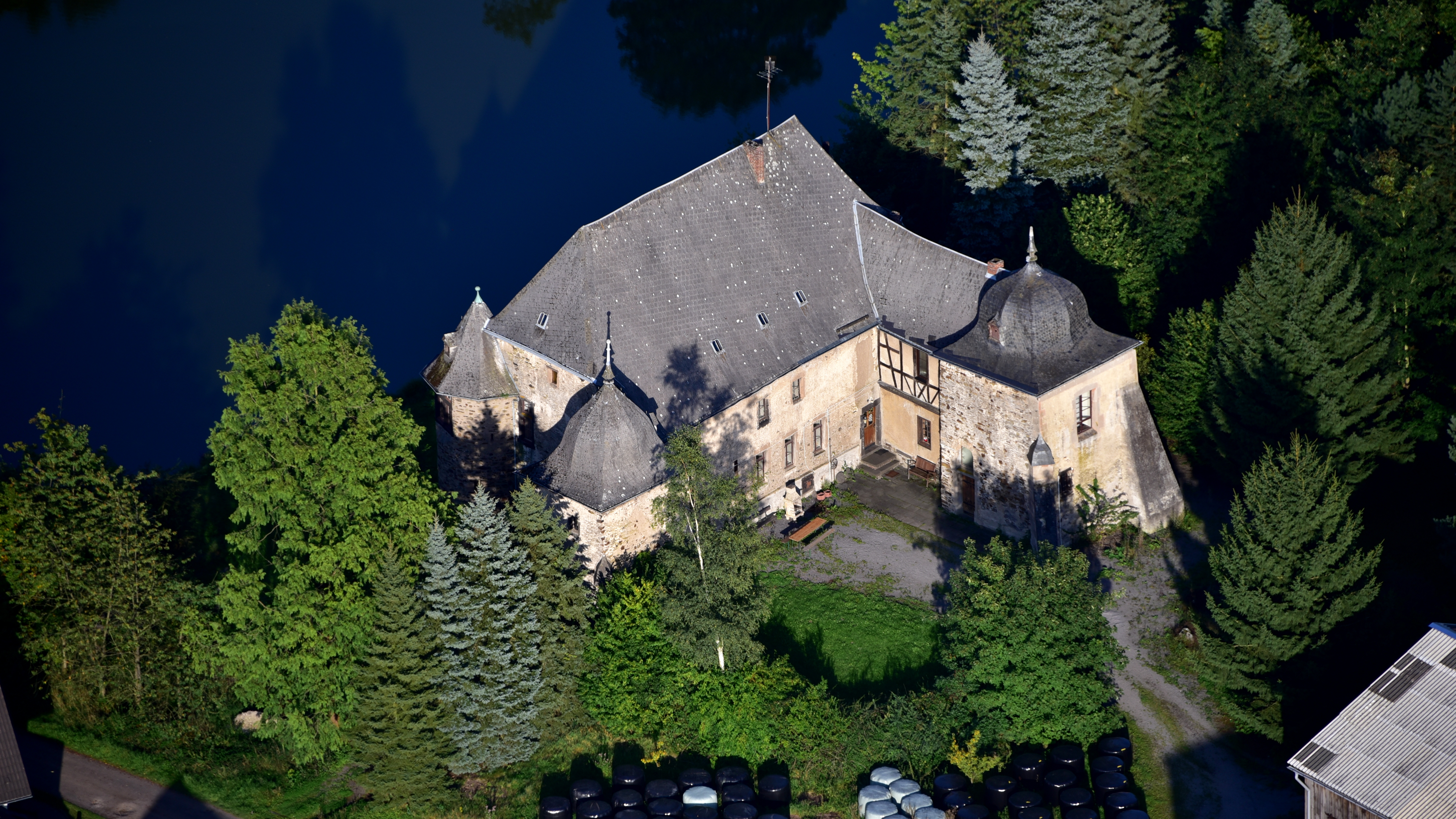
El castillo Krayer Hof adquirido por la familia Von Nebel en 1813 en lo que sería la Renania prusiana, y vendido en 1827.

El comerciante Johann Nikolaus Nebel se había unido en matrimonio el 23 de noviembre de 1774 con Anna Margarethe Schroeder (ca. 1754-Coblenza, 29 de noviembre de 1801), que era una hija del otro empresario Johann Schroeder (n. ca. 1724) y de su esposa Bárbara Preider (n. ca. 1734).
Fruto de este enlace entre Nicolás Nebel y Margarita Schroeder hubo cinco hijos:
- Bernardo Nebel[18][19] —o bien Bernhard von Nebel— (Coblenza, 1775-Hamburgo-Altona, 24 de octubre de 1847) era un rico empresario peletero que expandió los negocios familiares en 1812 a Europa occidental y a Sudamérica, y en 1813 compró el castillo medieval Krayer Hof[19] y se casó con Mary Elisabeth Habes Barrimachner o bien María Isabel Alves[20] y con quien tuvo ocho hijos, de los cuales tres se radicarían a lo largo de Hispanoamérica, siendo en orden de nacimiento, el primogénito Carlos Nebel Habes o bien Carl von Nebel que fue ingeniero, arquitecto y dibujante costumbrista de México,[21][22] el tercero de los hijos era Francisco Alejandro Nebel Abbes[18] o bien Franz Alexander von Nebel Habes que migró en 1825 a las Provincias Unidas del Río de la Plata, instalándose en Buenos Aires, y en 1827 pasó a Chile en donde se casó con María del Carmen Ovalle e Idiarte y concibieron entre otros al futuro capitán chileno Alberto Nebel Ovalle,[23][24] el séptimo de los hijos era Fernando Ernesto Nebel Alves o bien Ferdinand Ernst von Nebel Habes[18] que también pasó a Sudamérica y se radicó en Buenos Aires para fundar empresas en la rioplatense Provincia Oriental y en la provincia argentina de Entre Ríos, se casó en segundas nupcias con Eloísa Nin Soler y Reyes del Villar,[25] cuyo padre era el empresario y marino mercante hispano-catalán Antonio Nin y Soler,[20] y fueron progenitores entre otros del hacendado y empresario uruguayo-argentino Eduardo Nebel Nin[26][27] que se casó con Isolina Panelo Rivas —una hija del alcalde concordiense Estanislao Panelo y Pérez de Saravia, prima paterna del capitán de navío Félix Dufourq Panelo, sobrina materna del general Ignacio Rivas Graces[20][28] y nieta del hacendado rioplatense Julián Panelo de Melo— y quienes tuvieron entre otros al primogénito Eduardo Nebel Panelo que se enlazaría con Nilda Viera Crespo.[c][d]

- Franz von Nebel —o bien Francisco de Nebel— (n. ib., mayo de 1776).

- Barbara Ludowica von Nebel[30] —o bien Bárbara Luisa de Nebel— (ib., 9 de junio de 1778-Hamburgo-Altona, 16 de mayo de 1824) que se casó en el año 1801 con el empresario vitivinícola Johann Friedrich Deinhardstein (Wollenberg, Reino de Wurtemberg, 13 de septiembre de 1772-Coblenza, Prusia, 23 de octubre de 1827).[30]

- Josephus von Nebel —o bien José de Nebel— (n. ib., noviembre de 1779) que se casó el 1º de mayo de 1808 con Johanna Crepus.

- Ferdinand Jakob von Nebel[2] —o bien Fernando Diego Nebel— (ib., 22 de marzo de 1783-ib., 20 de abril de 1860) era un famoso arquitecto alemán[17][31][32] que realizó sus estudios universitarios en Berlín, se especializó en varios lugares, incluyendo a París, trabajó en la Ciudadela de Maguncia, ayudando en la construcción de su fortaleza confederada, e hizo diversas obras por el distrito de Coblenza desde 1818. En 1823 pasó a ser inspector de obras públicas del reino prusiano y con su hijo, Hermann von Nebel (ib., 31 de julio de 1816-ib., 23. julio de 1893) quien fuera otro famoso arquitecto, hicieron una innovación en la construcción, utilizando bloques de piedra pómez y cal para el diseño de ladrillos, los cuales pasaban a ser más fáciles de procesar, livianos, resistentes y de mayor aislamiento térmico. Dicho descubrimiento fue la base principal en 1845 para la industria de materiales de construcción en la cuenca que rodea a la ciudad de Neuwied.[33]